# Kormorán Stewartův
Kormorán Stewartův (Leucocarbo chalconotus) je druh kormorána, který se endemicky vyskytuje pouze na jihovýchodě Jižního ostrova Nového Zélandu s těžištěm výskytu v oblasti Otaga.

## Systematika
O vnitřní systematice kormoránovitých vědci diskutují již celou řadu let a zařazení i fylogenetické vztahy kormorána otagského nejsou výjimkou. Kormorán Stewartův byl dlouhou dobu považován za bronzovou formu druhu Leucocarbo stewarti. Teprve rozsáhlá studie mitochondriální DNA publikovaná v roce 2016 ukázala, že se jedná o dva odlišné druhy. Co více, studie došla k závěru, že kormorán Stewartův je příbuznější s kormoránem chathamským z Chathamských ostrovů spíše než s geograficky bezprostředním sousedem kormoránem stewartským. Předpokládá se, že kormorán Stewartův a chathamský byli odděleni do samostatných linií v pleistocénu v době nízké hladiny moří, načež prapředci kormoránů Stewartových osídlili Chathamské ostrovy, čímž dali základ kormoránům chathamským.

## Popis

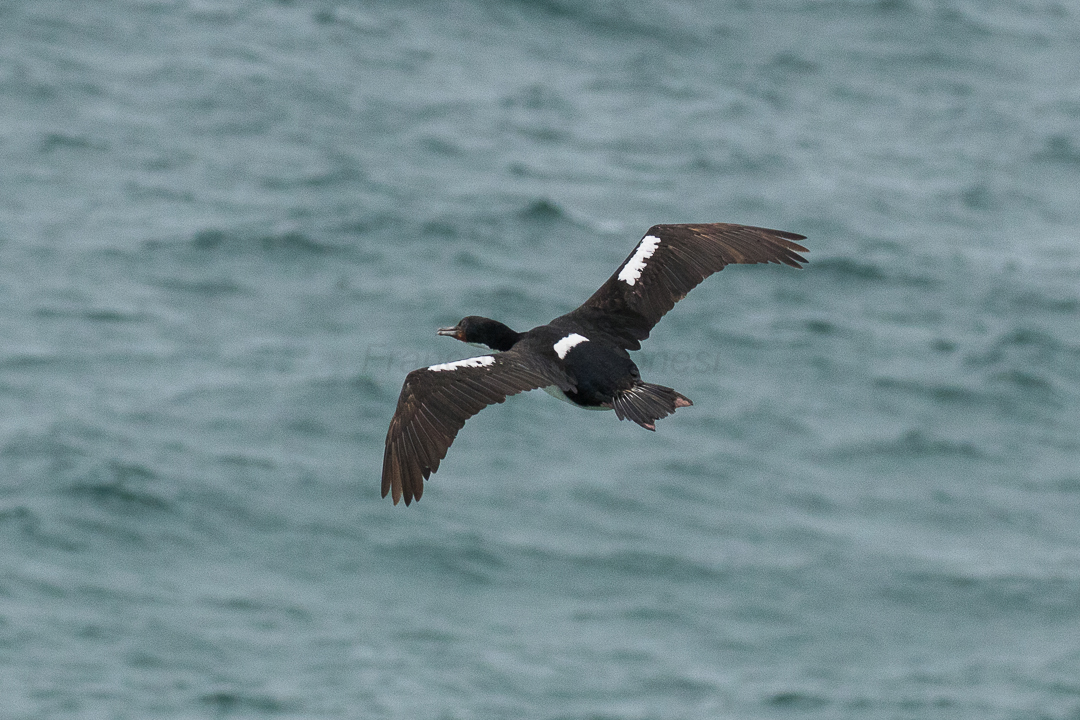
Letící kormorán Stewartův

Jedná se o statné mořské kormorány dosahující délky těla 68 cm a váhy 2,5 kg. Kormorán Stewartův se vyskytuje ve dvou morfách: bronzové (cca 70–80 % populace) a strakaté. Kormoráni strakaté morfy mají většinu opeření černé barvy, pouze břicho, hrdlo a skvrny na křídlech jsou čistě bílé. Zmíněné skvrny na křídlech při složení křídla vypadají spíše jako příčný bílý pruh. Bronzová morfa je celá černá bez bílých částí. Zobák je světle hnědý, růžový nebo šedý, duhovky jsou hnědé, nohy růžové. Kůže na tvářích obou forem je tmavě oranžová nebo fialová.

## Biologie

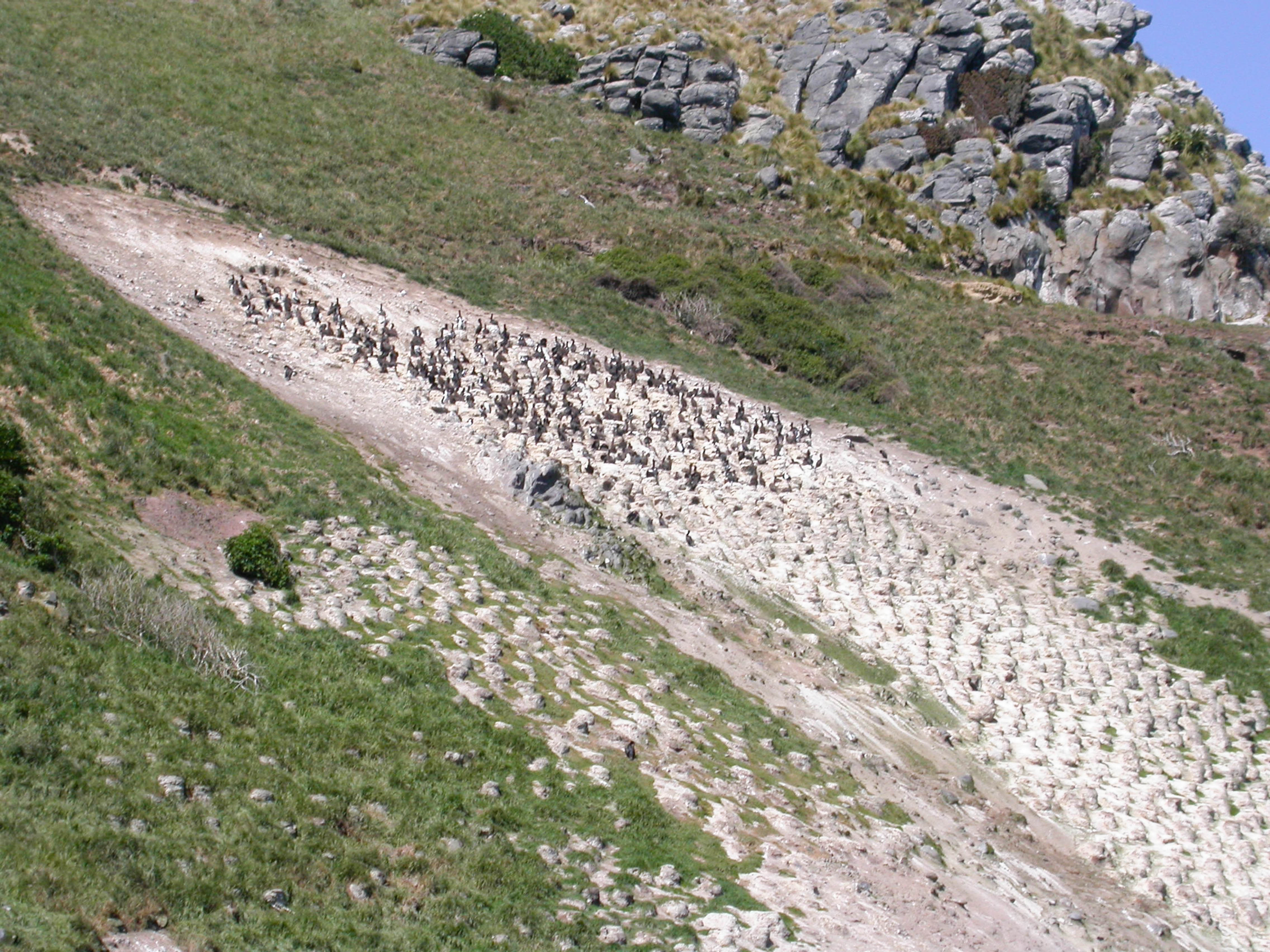
Kolonie kormoránů Stewartových na poloostrově Otago

Kormorán Stewartův se vyskytuje pouze v pobřežních oblastech Otaga (jihovýchod Jižního ostrova Nového Zélandu), nicméně podle kosterních nálezů se druh před lidským osídlením vyskytoval po celé délce východního pobřeží Jižní ostrova. Příchod Polynésanů znamenal destrukci habitatu a zavlečení krys ostrovních a polynéských psů kurī, kteří společně způsobili vymizení kormoránů z více než 90 % jejich původního areálu rozšíření.
Kormorání otagští hnízdí v koloniích na skalnatých římsách a na strmých svazích přímořských skalisek, kde dochází k minimálnímu rušení těchto ptáků. Hnízdo má podobu hromádky přírodního materiálu (trávy, chrastí, mořské řasy) slepené guánem. Hnízda jsou stavěna v bezprostřední blízkosti, jejich báze se často dotýkají svými okraji. Samice klade 1–3 vejce od května do září. Partneři se v sezení na vejcích střídají. K prvnímu zahnízdění dochází ve věku 3 let. Živí se hlavně rybami, méně i bezobratlými živočichy jako jsou krevety nebo krabi.
Druh není nijak početný, při sčítání během hnízdění v roce 2021 bylo napočteno 1,275–1,332 hnízdních párů. Někdy od přelomu milénia se populace kormoránů Stewartových geograficky i početně zvětšuje.